# Pumpabike
En pumpabike ligner en krydsning mellem en vandski og en hoppestylte.
Efter et afsæt fra f.eks. en badebro kan man ved at hoppe på pumpabike opnå hastigheder på 30 km/t. Den skal have en hastighed på mere end 8 km/t da den ellers ikke kan bære personen.